# Fernando Méndez-Leite von Haffe
Fernando Méndez-Leite von Haffe (Porto, 1905 - Madrid, 1986) va ser un historiador i crític de cinema espanyol, pare del director de cinema Fernando Méndez-Leite Serrano.
El 1931 va fundar la revista Cinema i el 1935 la productora Cinearte. De filiació falangista, fou un dels principals teòrics de la crítica cinematogràfica durant el franquisme. A diferència d'altres historiadors del cinema, considerava que la primera pel·lícula que es podia considerar espanyola era Riña en un café, rodada el 1897 per Fructuós Gelabert. Va rebre algunes Medalles del Cercle d'Escriptors Cinematogràfics, del que en fou membre, i fins i tot va rebre el premi especial del jurat als 25a edició dels Premis Sant Jordi de Cinematografia el 1981.

## Premis
- Medalles del Cercle d'Escriptors Cinematogràfics de 1950: Premi al millor llibre[6]
- Medalles del Cercle d'Escriptors Cinematogràfics de 1961: Premi a la millor labor literària[7]
- Medalles del Cercle d'Escriptors Cinematogràfics de 1965: Premi a la millor labor literària[8]
- 25a edició dels Premis Sant Jordi de Cinematografia: premi especial del jurat